# Phyllotelmatoscopus calcifer
Phyllotelmatoscopus calcifer är en tvåvingeart som beskrevs av Vaillant 1991. Phyllotelmatoscopus calcifer ingår i släktet Phyllotelmatoscopus och familjen fjärilsmyggor.
Artens utbredningsområde är Frankrike. Inga underarter finns listade i Catalogue of Life.